# August Herzog
August Herzog (* 12. August 1885 in Fruthwilen; † 2. Mai 1959 in Münsterlingen; heimatberechtigt in Fruthwilen) war ein Schweizer Maler.

## Leben und Werk
August Herzog war das jüngste von fünf Kindern. Als sein Vater früh verstarb, musste seine Mutter den kleinen Bauernbetrieb aufgeben und mit den Kindern nach Ermatingen ziehen. Nach seiner Schulzeit absolvierte Herzog von 1901 bis 1904 eine Lehre als Dekorationsmaler. Anschliessend lebte er in Zürich, später in Basel. In beiden Städten besuchte er zwecks Weiterbildung in den Wintersemestern die Kunstgewerbeschule.
Für seine weitere Ausbildung ging er über Frankfurt am Main und Hamburg nach Berlin an die dortige Kunstakademie. Anschliessend reiste er nach Kopenhagen und Stockholm, um sich 1909 in München niederzulassen. Hier besuchte er nach bestandener Aufnahmeprüfung von 1911 bis 1915 die Akademie der Bildenden Künste München und wurde ein Schüler von Martin von Feuerstein, Adolf Hengeler und Hugo von Habermann.
Während seiner Ausbildungszeit erhielt Herzog den «Schulgelderlass für Ausländer». Er konnte regelmässig im «Kunstverein München» ausstellen und so seine Bilder verkaufen.
1918 konnte er die Malklasse von Adolf Hengeler leiten und wurde Mitglied in der Münchener Künstlergenossenschaft, die ihn 1927 in die Jury der Glaspalast-Ausstellung wählte. 1922 kaufte der bayerische Staat sein Landschaftsbild Ermatingen und 1927 die Stadt München ein Gartenbild.
Als einer der bekanntesten Münchner Maler der 1920er Jahre stellte Herzog in den Kunstsalons der meisten grossen Städte Deutschlands aus, und seine Werke wurden in prominenten deutschen Zeitschriften, u. a. in der Münchner Jugend, in Velhagen und Klasings Monatsheften oder in Dekorative Kunst, reproduziert.
Von 1927 bis 1932 führten ihn seine Studienreisen nach Spanien, Italien, Frankreich und Österreich. 1934 kehrte Herzog wegen der politischen Lage in die Schweiz zurück und lebte bis zu seinem Lebensende bei seiner Schwester Rosa im alten Pfarrhaus in Ermatingen.
In der Schweiz stellte Herzog seine Werke im Kunsthaus Zürich, im Kunstmuseum St. Gallen und im Kunstmuseum Thurgau aus. Dieses besitzt eine grössere Anzahl seiner Akademiestudien sowie mehrere Ölbilder. Zwei seiner grossformatigen Bilder, Ermatingen am Bodensee und Versoix am Genfersee, kaufte 1939 der Thurgauer Regierungsrat für sein Regierungsgebäude in Frauenfeld.